# Céramique à fond blanc

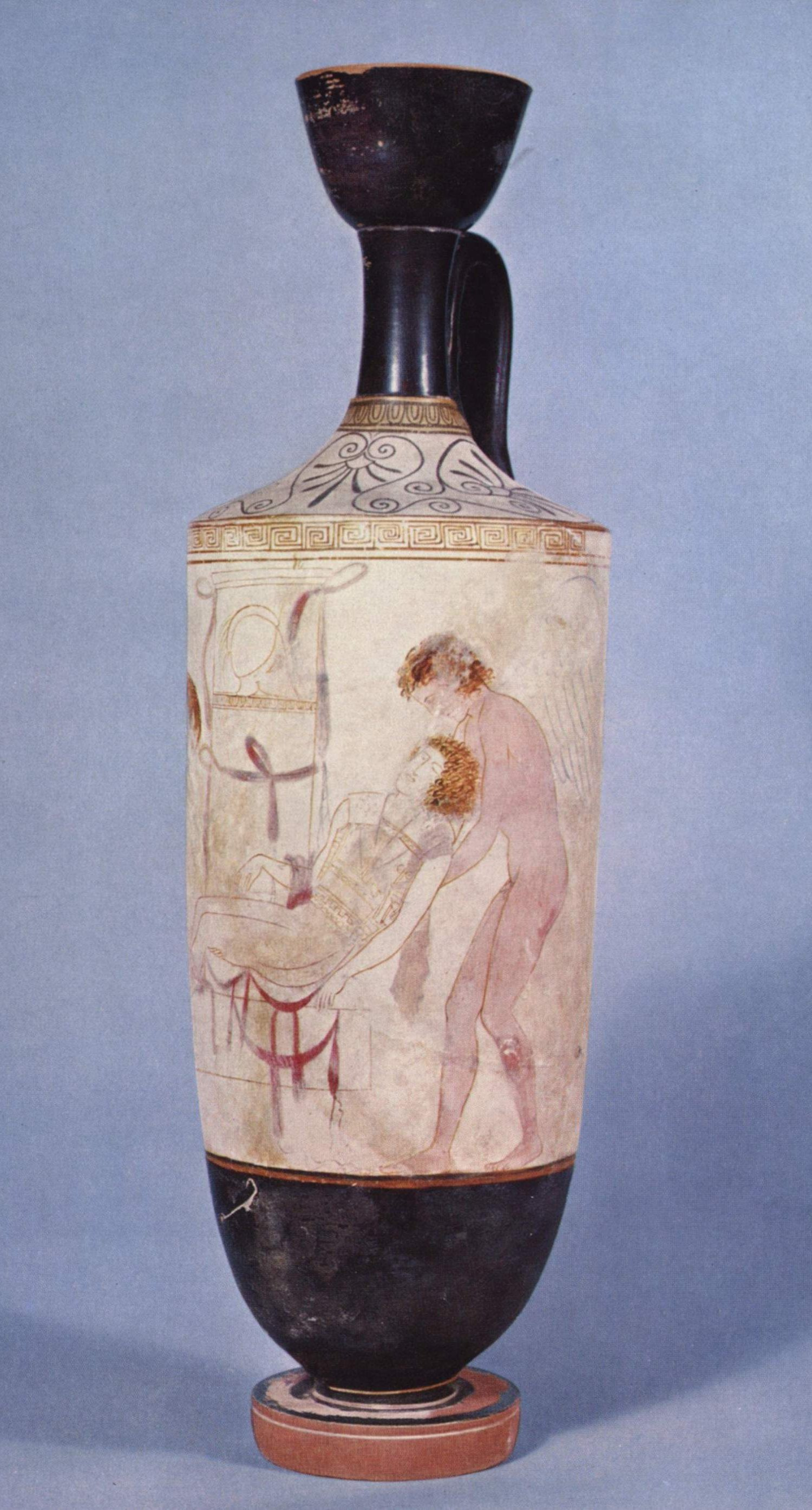
Hypnos et Thanatos emportant le corps de Sarpédon du champ de bataille à Troie. Détail d'un lécythe attique à fond blanc, vers 440 av. J.-C. British Museum.

La céramique à fond blanc est un style de céramique grecque antique dans laquelle les figures sont peintes sur un fond blanc. Ce style s'est épanoui à Athènes vers la fin du VIe siècle av. J.-C.

## Technique
Dans la peinture sur vase à fond blanc, la pièce est recouverte d'une couche claire et blanchâtre d'engobe argileux contenant du kaolin, couche utilisée comme fond à l'époque géométrique et archaïque. Les vases à fond blanc étaient fabriqués notamment en Ionie, en Laconie et dans les Cyclades. Mais c'est seulement à Athènes que ce style s'est développé en un genre à part entière, parallèlement à la céramique à figures rouges et à celle à figures noires. C'est pourquoi le terme « peinture sur vase à fond blanc » ne désigne généralement que ces vases. 
La couche claire était probablement destinée à donner un aspect plus précieux à la céramique et à évoquer l'ivoire ou le marbre. Cependant, la surface entière du récipient n'était jamais entièrement recouverte d'une couche blanche. Ainsi, il n'était pas rare que la peinture à fond blanc soit combinée avec la peinture à figures rouges : les coupes étaient généralement faites d'un intérieur blanc et d'un extérieur à figures rouges. 
La peinture à fond blanc est moins durable que la peinture à figures noires et rouges, c'est pourquoi ces vases étaient principalement utilisés comme vases votifs et funéraires.

## Évolution des styles
Le développement de la peinture sur vase à fond blanc s'est fait parallèlement à celui du style à figures noires et à figures rouges. On répertorie cinq types correspondant à des sous-styles différents :
1. Type I. La peinture sur vase à figures noires sur fond blanc a probablement été introduite vers 530/25 avant J.-C. dans l'atelier du potier Nicosthénès et a rapidement été reprise par d'autres ateliers, notamment celui de Psiax. La technique de peinture ne diffère du style à figures noires habituel que par le fond, qui est d'ailleurs rarement d'un blanc pur, mais le plus souvent légèrement jaunâtre ou beige clair[2].
2. Type II. Un deuxième style est le dessin monochrome au trait. Les images ne sont pas créées à partir de réserves (zones non peintes) et de détails internes peints (comme dans la peinture sur vase à figures rouges), mais à partir de contours dessinés et de détails internes peints. Cette technique a été utilisée depuis la fin du VIe siècle av. J.-C., principalement sur des coupes, des alabastres et des petites lécythes. Au départ, les contours des illustrations étaient encore réalisés à l'aide de lignes en relief, mais à partir de 500 av. J.-C. environ, on utilisa de plus en plus des lignes jaune-brun. La technique dite « semi-contour » combine la première et la deuxième technique, mais elle n'a été utilisée que pendant la première moitié du Ve siècle av. J.-C. et presque exclusivement sur des lécythes et des alabastres.
3. Type III. Au cours du premier quart du Ve siècle av. J.-C., l'atelier du potier Euphronios met au point une technique de peinture à quatre couleurs utilisant une argile brillante et des pigments minéraux. On retrouve cette forme principalement sur les pyxides et les coupes. Certains détails, tels que les fruits, les bijoux, les pièces d'armes ou les récipients, peuvent être légèrement misa en relief à l'aide d'une barbotine et parfois dorés. Les couleurs utilisées se limitent aux tons rouges et bruns, au jaune, au blanc et au noir.
4. Type IV. La peinture classique primitive sur lécythes combinait des engobes brillants et des peintures minérales. Ce type de peinture s'est développé au cours du deuxième quart du Ve siècle av. J.-C. Il était utilisé pour peindre les grands lécythes funéraires utilisés dans le culte funéraire. Les images sont principalement constituées de zones colorées. À ce stade, le dessin au trait pur n'est utilisé que pour la représentation des corps masculins. Les corps féminins sont rendus à la peinture blanche, les vêtements avec un engobe noir brillant, des peintures minérales et parfois des peintures non céramiques telles que le cinabre ou le bleu égyptien. De nombreuses images représentent des scènes de la vie des femmes dans le gynécée. Les images funéraires sont rares. Le représentant le plus important de ce style est le peintre d'Achille[3].
5. Type V. Le cinquième style est la peinture polychrome sur lécythe. Elle a remplacé la peinture classique primitive sur lécythe vers le milieu du Ve siècle av. J.-C. À cette époque, le fond blanc peut être associé principalement à trois formes principales : le lécythe, le cratère et les coupes. L'engobe noir brillant et la peinture blanche ont alors disparu des peintures. Les corps féminins sont à nouveau représentés sous forme de simples dessins au trait. Les peintures minérales non céramiques ont également cessé d'être utilisées. Parallèlement, plusieurs peintres commencent à utiliser pour les contours des peintures mates rouges ou gris noirâtre au lieu d'un engobe brillant. Seuls les contours sont peints avant la cuisson, les autres peintures sont appliquées par après. Par conséquent, la durabilité de ces peintures sur vase est très limitée ; de nombreux restes sont mal conservés ou complètement usés. Il est donc difficile d'évaluer les motifs représentés. Les scènes funéraires prédominent[4].

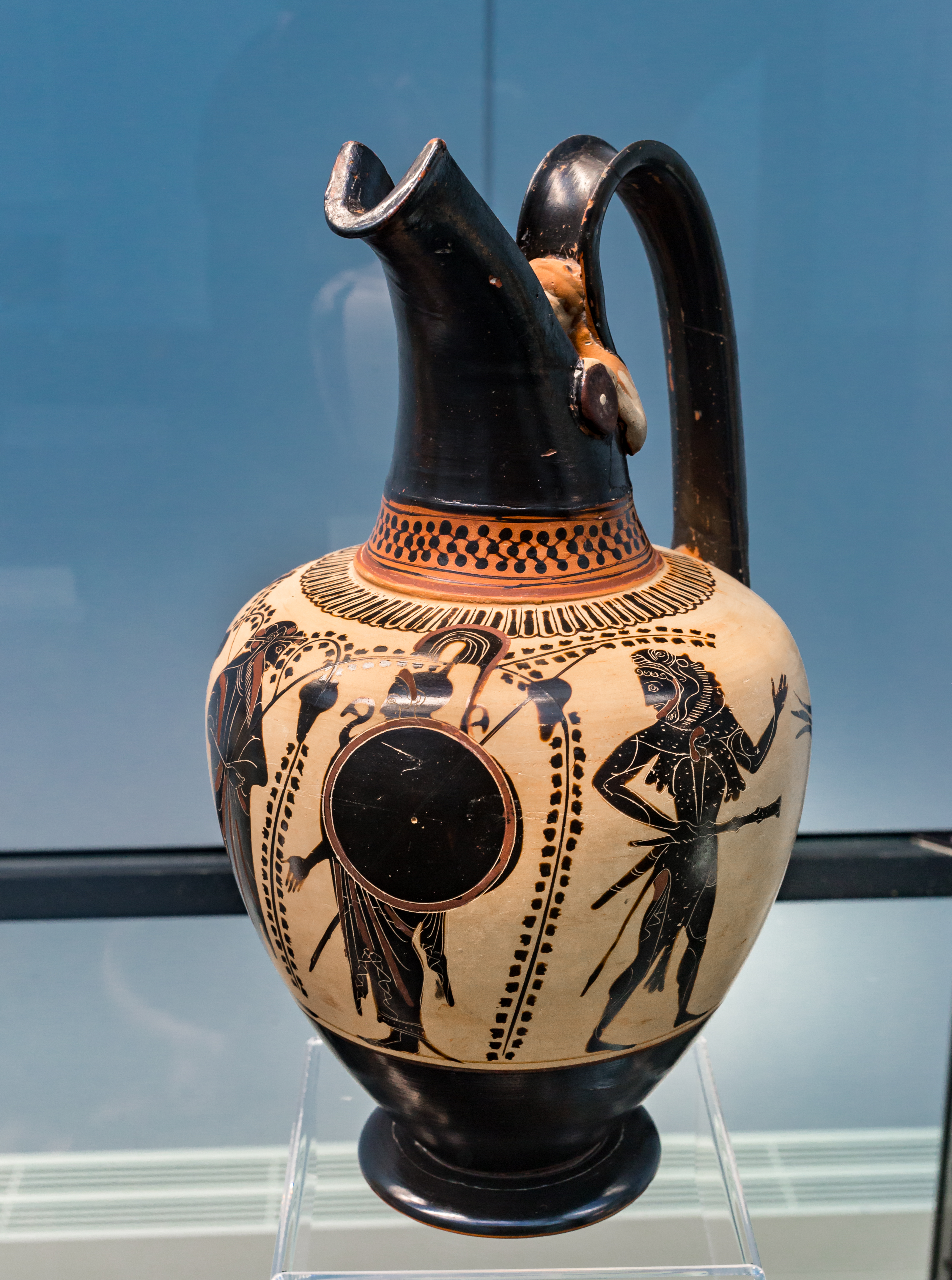
Œnochoé en à figures noires sur fond blanc (Type I), par le Peintre du Louvre, 520-510 a. J.-C., Collections d'Antiquités de l'État bavarois.
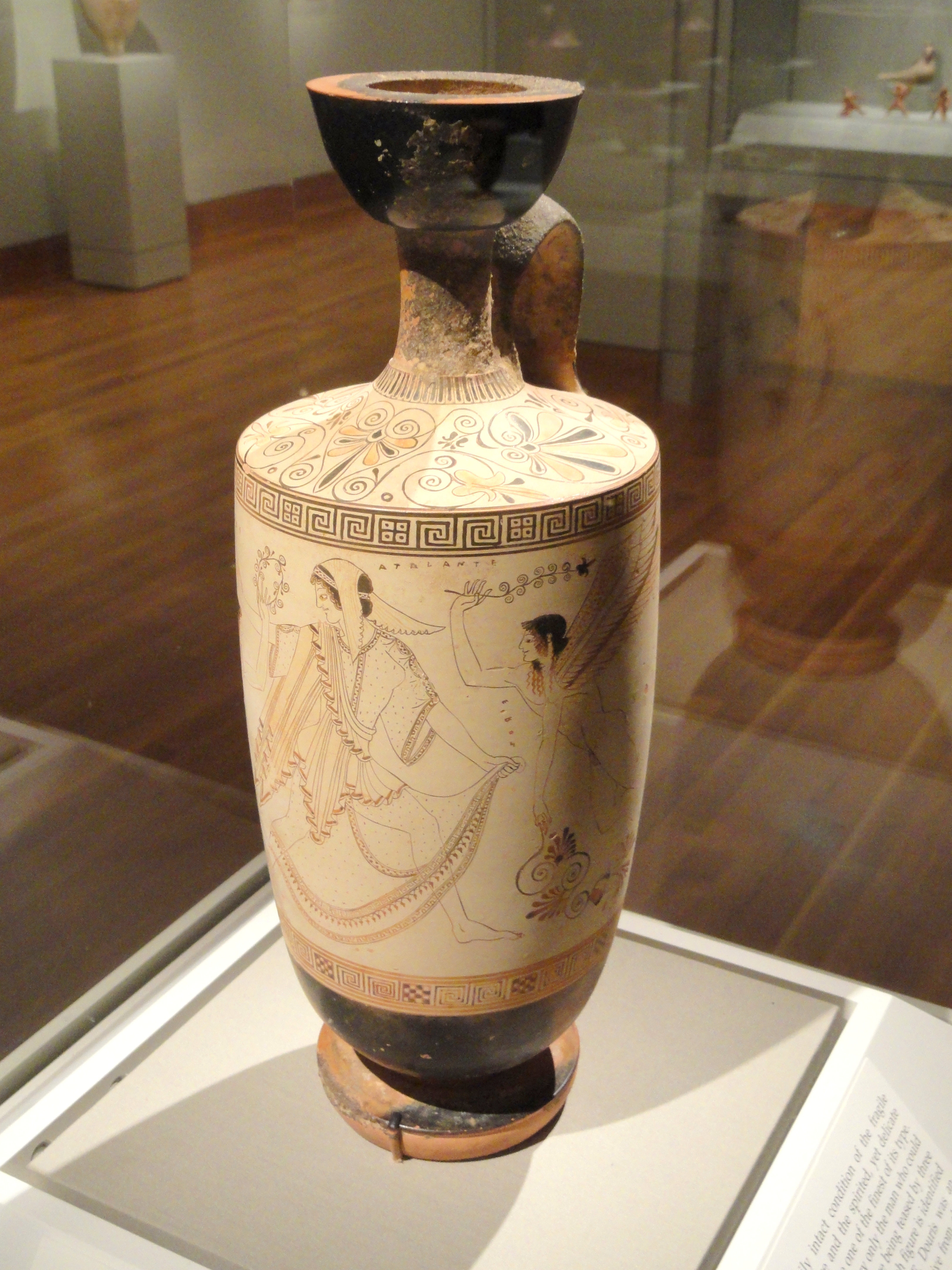
Lécythe attique (Type II), c. 500-490 a. J.-C., Cleveland Museum of Art.
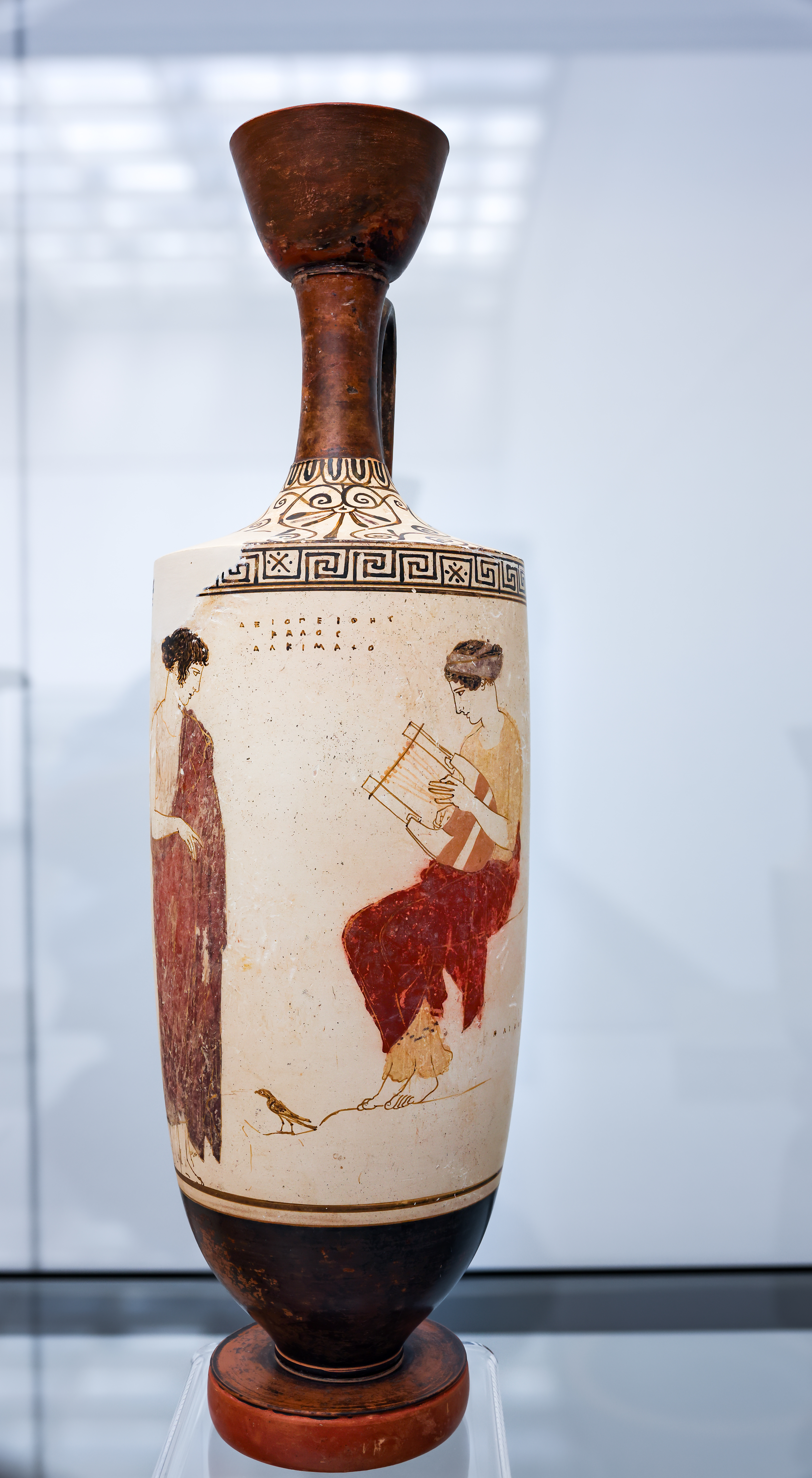
Lécythe attique à fond blanc (Type III), par le Peintre d'Achille, c. 445-435 a. J.-C., Collections d'Antiquités de l'État bavarois,Munich.
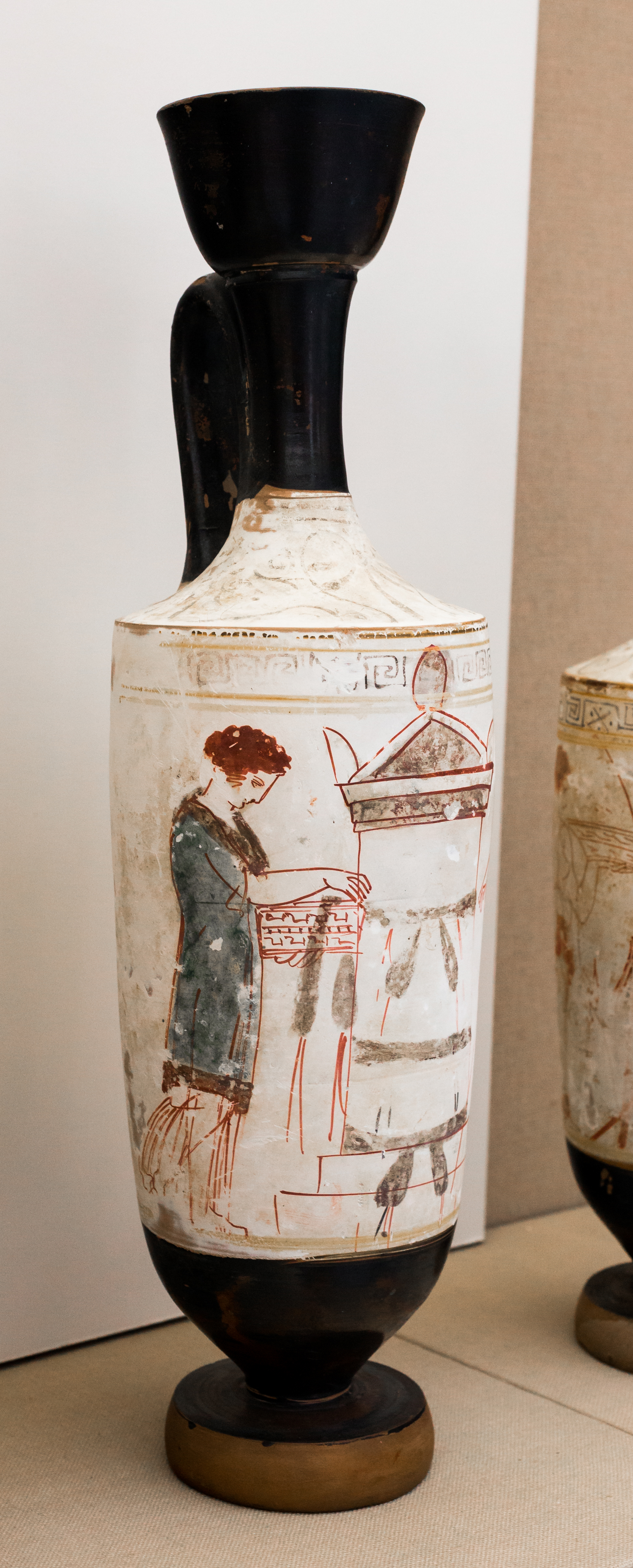
Lécythe attique à fond blanc (Type IV), c. 420-400 a. J.-C,, British Museum, Londres.
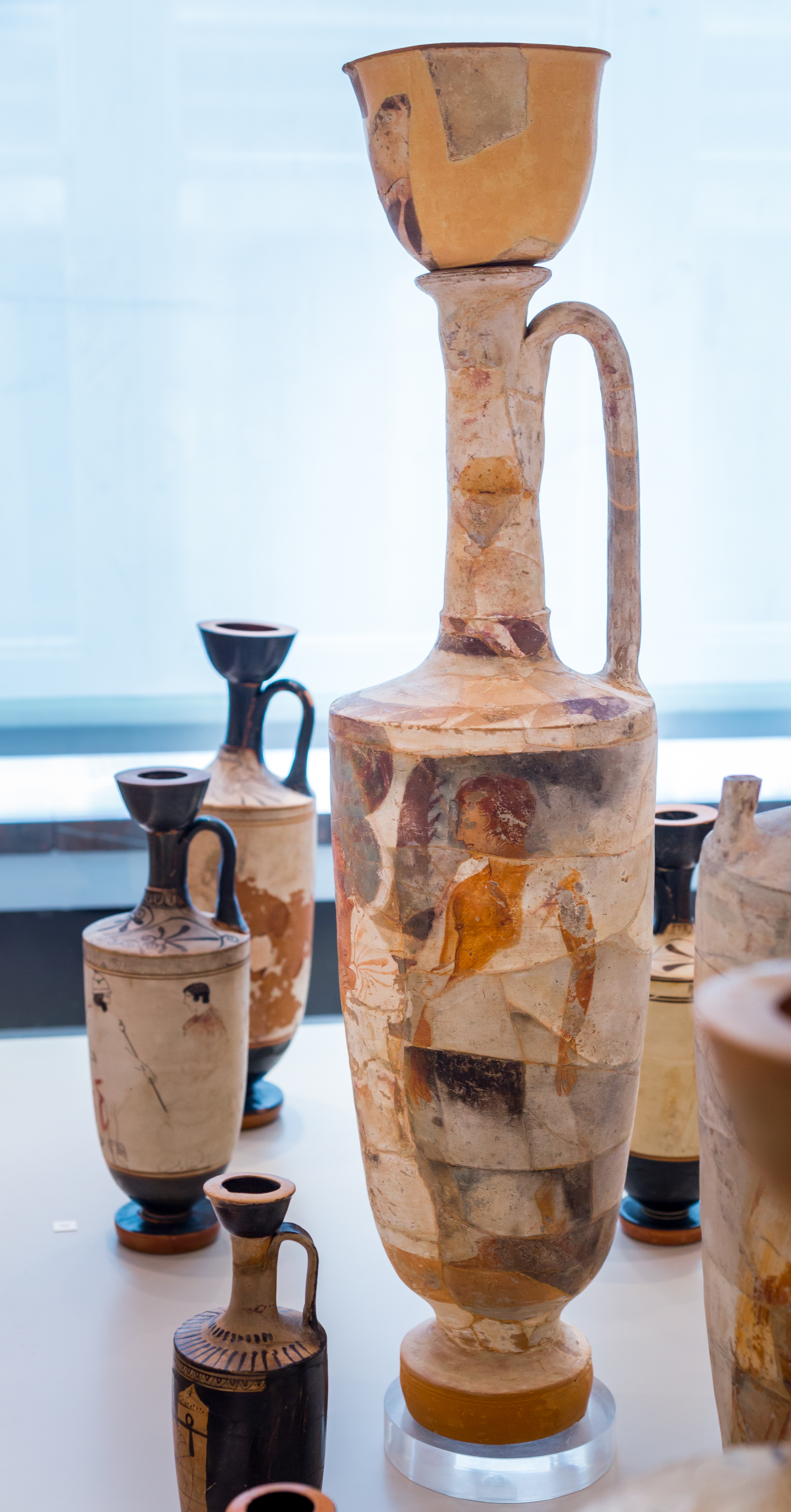
Lécythe attique à fond blanc (Type V), ca. 400 a. J.-C.,  Collection d'antiquités de Berlin.